# Брезно (Теарце)
Брезно (мкд. Брезно) је насеље у Северној Македонији, у северном делу државе. Брезно припада општини Теарце.

## Географија
Насеље Брезно је смештено у северном делу Северне Македоније, близу државне границе са Србијом (6 km северно од насеља). Од најближег већег града, Тетова, насеље је удаљено 16 km северно.
Брезно се налази у доњем делу историјске области Полог. Насеље је положено на првим брдима западно од Полошког поља. Источно од насеља тло се стрмо спушта у поље, а западно се издиже главно било Шар-планине. Надморска висина насеља је приближно 970 метара.
Клима у насељу је планинска због знатне надморске висине. 

## Историја
Почетком 20. века православни Словени су чини целокупно сеоско становништво. Сви су били верници Српске православне цркве.

## Становништво
Брезно је према последњем попису из 2002. године имало 8 становника.
Претежно становништво у насељу су етнички Македонци (100%).
Већинска вероисповест је православље.